# IV Esposizione internazionale d'arte di Venezia

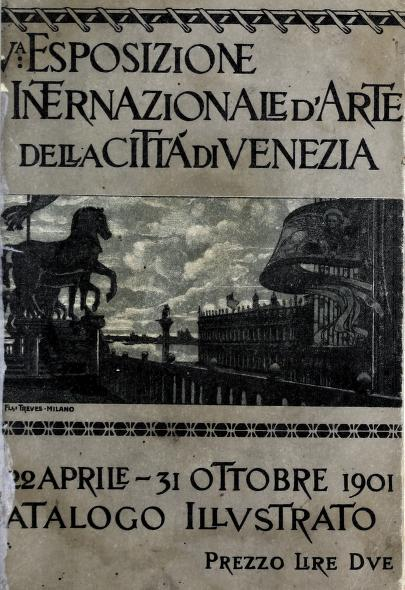
Frontespizio del Catalogo dell'Esposizione, realizzato da Augusto Sezanne.

La IV Esposizione internazionale d'arte della Città di Venezia si tenne dal 27 aprile all'11 novembre 1901, con vernissage il 24 aprile, presso il Palazzo dell'Esposizione ai Giardini della Biennale. Fu la quarta edizione dell'evento che successivamente divenne noto come Biennale di Venezia.

## Organizzazione
- Presidente: Filippo Grimani
- Segretario: Antonio Fradeletto

## Comitato Ordinatore
Il Comitato Ordinatore della manifestazione era composto da:
- Pompeo Gherardo Molmenti (Presidente)
- Bartolomeo Bezzi, Guglielmo Ciardi, Antonio Dal Zotto, Pietro Fragiacomo, Emilio Marsili, Riccardo Selvatico, Augusto Sezanne, Alessandro Zezzos

## Giurie di accettazione
Hanno fatto parte delle Giurie di accettazione:
- Pietro Fragiacomo (presidente), Domenico Trentacoste, Primo Levi
- per l'Emilia: Leonardo Bistolfi
- per il Lazio: Enrico Coleman, Arnaldo Zocchi
- per la Liguria: Plinio Nomellini, Giuseppe Pennasilico
- per la Lombardia: Enrico Butti, Gaetano Previati
- per il Napoletano: Eduardo Dalbono, Vincenzo Volpe
- per il Piemonte: Leonardo Bistolfi, Andrea Tavernier
- per la Sicilia: Francesco Lojacono, Antonio Ugo
- per la Toscana: Dante Sodini
- per il Veneto: Cesare Laurenti, Ettore Tito

## Artisti partecipanti
All'Esposizione parteciparono 362 artisti con 900 opere, suddivisi nelle sezioni: Internazionale, Italia, Croazia, Danimarca, Francia, Germania, Inghilterra, Norvegia, Russia, Nord, Scozia, Stati Uniti, Svezia, Ungheria.
- A Michael Ancher, Attilio Andreoli, Antonio Antonij De Witt, Albert Aublet
- B Fritz Baer, Lionello Balestrieri, Maurizio Barricelli, Hans von Bartels, Alessandro Battaglia, Ödön Fülöp Beck, Benno Becker, Giorgio Belloni, Alberto Beniscelli, Mariano Benlliure y Gil, Eugene Benson, Frank Weston Benson, Romolo Bernardi, Stefano Bersani, Pilade Bertieri, Armand Berton, Paul Albert Besnard, Bartolomeo Bezzi, Felice Bialetti, Sándor Bihari, Leonardo Bistolfi, Oskar Björck, Jacques-Émile Blanche, Arnold Böcklin, Carlo Böcklin, Emilio Boggio, Émile André Boisseau, Gigi Bonfiglioli, Luigi Borgo Maineri, Millo Bortoluzzi, George Henry Boughton, Pierre Braecke, Carlo Brancaccio, Frank Brangwyn, Italico Brass, Johan Jacob Bratland, Vittorio Emanuele Bressanin, Emanuele Brugnoli, Ferdinand Brütt, Eugène Burnand,  Edward Burne-Jones, Robert Burns, Giuseppe Buscaglione, Enrico Butti, Georges-Léon-Ernest Buysse
- C Vincenzo Cabianca, Gerolamo Cairati, Emerico Caldana, Marco Calderini, Georges Callot, John Campbell Mitchell, Niccolò Cannicci, Pietro Canonica, Giuseppe Carozzi, Giuseppe Casciaro, Felice Castegnaro, Arturo Castelli, Ludovico Cavaleri, Vittorio Cavalleri, Michel Cazin, Giuseppe Cellini, Edgar Chahine, Edouard Chappel, Alexandre Charpentier, William Merritt Chase, Luigi Chialiva, Pietro Chiesa, Galileo Chini, Trajano Chitarin, Giuseppe Ciardi, Guglielmo Ciardi, Emile Claus, George Clausen, Enrico Coleman, Pío Collivadino, Jean-Baptise Camille Corot, Federico Cortese, Giovanni Costa, Battista Costantini, Charles Cottet, Gaele Covelli, Walter Crane, István Csók
- D Francesco Danieli, Charles-François Daubigny, André Dauchez, Charles Davis, Edoardo De Albertis, Adolfo De Carolis, Pietro De Francisco, Philip de László, Mario de Maria, Ettore De Maria Bergler, Giuseppe De Nittis, Giuseppe De Sanctis, Vincenzo De Stefani, Lorenzo Delleani, Jean Joseph Delvin, Ludwig Dettmann, Francesco Paolo Diodati, Paul Du Bois, Guillaume Dubufe, Jules Dupré
- E Alfred East, Giuseppe Enea, James Ensor, Gaetano Esposito
- F Giovanni Fattori, Hans Fechner, Augusto Felici, Adolf Fényes, Károly Ferenczy, Orazio Ferrara, Alberto Ferrer, Paolo Ferretti, Samuel Melton Fisher, Gustaf Fjæstad, Antonio Fontanesi, Carlo Fornara, Giulio Fornoni, Benjamin Foster, Pietro Fragiacomo, George Frampton, Léon Frédéric
- G Julien Gustave Gagliardini, Walter Geffcken, Oscar Ghiglia, Francesco Gioli, Luigi Gioli, Egidio Girelli, Oscar Graf,  Vittore Grubicy De Dragon, Giuseppe Guastalla, Gaston Guignard
- H Willy Hamacher, James Whitelaw Hamilton, Aldo Hardit, Karl Hartmann, Childe Hassam, Ecke Hedberg, Adolf Heller, Otto Hesselbom, Adrien Joseph Heymans, Otto Hierl-Deronco, Franz Xaver Hoch, Winslow Homer, Leopold Horovitz, William Hulton
- I Peter Ilsted, Valdemar Irminger, Béla Iványi-Grünwald
- J Angelo Jank, Eugène Jansson
- K Friedrich Kallmorgen, Ede Kallós, Gottfrid Kallstenius, Arthur Kampf, Nándor Katona, Archibald Kay, William Sergeant Kendall, Karoly Kernstok, Làszló Kézdi-Kovács, Fernand Khnopff, Giorgio Kienerk, Gyula Kosztolányi-Kann, Nils Kreuger
- L Gaston La Touche, Emile Réné Lafont, Jules Lagae, Jef Lambeaux, Egisto Lancerotto, Cesare Laurenti, Nicola Laurenti, John Lavery, Wilhelm Leibl, Walter Leistikow, Georges Lemaire, Franz von Lenbach, Miklós Ligeti, Francesco Lojacono, Guglielmo Amedeo Lori, Urbano Lucchesi
- M Eugenio Maccagnani, Serafino Macchiati, Charles Hodge Mackie, Gusztáv Magyar-Mannheimer, Augusto Majani, Filipp Andreevič Maljavin, Antonio Mancini, Francesco Mancini, Salvatore Marchesi, François Maréchal, Lajos Márk, Emilio Marsili, Henri-Jean-Guillaume Martin, Alberto Martini, Anton Mauve, Giuseppe Mazzei, Emo Mazzetti, Gari Melchers, Émile-René Ménard, Giuseppe Mentessi, Charles Mertens, Constantin Meunier, Henri Meunier, Francesco Paolo Michetti, Vincenzo Migliaro, Dániel Mihalik, Alessandro Milesi, Jean François Millet, Giuseppe Miti Zanetti, Niels Pedersen Mols, Clara Montalba, Hilda Montalba, Adolphe Monticelli, Domenico Morelli, Anton Maria Mucchi Vignoli, Richard Müller, Gerhard Munthe, Augusto Mussini, Alfonso Muzii
- N Enrico Nardi, Arturo Noci, Plinio Nomellini, Luigi Nono, Urbano Nono, Johan Nordhagen, Italo Nunes Vais
- O Károly Ferenczy Olgyay, Ernst Oppler, William Quiller Orchardson, Emil Österman
- P Celesztin Pállya, Napoleone Parisani, James Paterson, Henri-Auguste-Jules Patey, Norberto Pazzini, Giuseppe Pennasilico, Arthur Douglas Peppercorn, Wilhelm Peters, Eilif Peterssen, Filiberto Petiti, Theodor Philipsen, Gino Piccioni, Alberto Pisa, Carlo Pollonera, Gaetano Previati, René-Xavier Prinet, Otto Propheter, Clemente Pugliese Levi
- Q Emilio Quadrelli, Alfonso Quarantelli
- R Jean-François Raffaelli, Armand Rassenfosse, István Réti, Giuseppe Ricci, József Rippl-Rónai, Briton Rivière, Antonio Rizzi, Adolf Robbi, Robert Cowan Robertson, Walford Graham Robertson, Auguste Rodin, Jules Edouard Roiné, Julius Rolshoven, Giuseppe Romagnoli, Giulio Cesare Romani, Federico Rossano, Ferdinand Roybet, Henri Royer
- S Giuseppe Sacheri, Francesco Sartorelli, Giulio Aristide Sartorio, Georg Sauter, Ferruccio Scattola, Jean Ernest Sigismund Schmitt De Jeanès, Rudolf Schramm-Zittau, Ernestine Schultze Naumburg, Sarah Choate Sears, Giovanni Segantini, Luigi Selvatico, Lino Selvatico, Augusto Sezanne, Byam Shaw, Telemaco Signorini, Lucien Simon, John Singer Sargent, Alfred Smith, George Smith, Joaquin Sorolla y Bastida, Kazimierz Stabrowski, Robert Sterl, Max Stern, Julius LeBlanc Stewart, Augusto Stoppoloni, Halfdan Strøm, Franz von Stuck, Pelle Svedlund, John Macallan Swan, Fritz Syberg, Ferenc Szikszay, Pál Szinyei Merse, Lajos Szlányi
- T Guglielmo Talamini, Andrea Tavernier, Ede Telcs, John Terris, Frits Thaulow, Abbott Handerson Thayer, Enrico Thovez, Ettore Tito, Onofrio Tomaselli, Ludovico Tommasi, Angelo Torchi, Domenico Trentacoste, Emile Troncy, Paolo Troubetzkoy, Wilhelm Trübner
- U Antonio Ugo, Ignác Ujváry, Hermann Urban
- V Eugène Lawrence Vail, Charles van der Stappen, Théo van Rysselberghe, Antonio Varni, János Vaszary, Enrico Vegetti, Isidore Verheyden, Henri Edouard Vernhes, Umberto Veruda, Giuseppe Viner, Francesco Vitalini, Henry Émile Vollet, Vincenzo Volpe, Mario Leopoldo Volpi, August von Kaulbach, Heinrich von Zügel
- W William Walls, Edward Arthur Walton, Bertha Wegmann, Robert Weir Allan, Victor Weishaupt, José Weiss, Robert Wellmann, Gustav Wentzel, Carl Wilhelmson
- Y Ovide Yencesse
- Z Vettore Zanetti Zilla, Tivadar Zemplényi, Alessandro Zezzos, Károly Ziegler, Anders Leonard Zorn

### Mostre personali
- Collezione Böcklin
- Mostra individuale di Auguste Rodin
- Mostra individuale di Gaetano Previati
- Mostra individuale di Luigi Nono
- Mostra retrospettiva di Antonio Fontanesi

## Critica e impatto
L'Esposizione del 1901 confermò la crescita della Biennale di Venezia come evento di rilievo nel panorama artistico internazionale.

## Giuria di assegnazione

### Giuria per i premi ai migliori studi critici
- Enrico Crispolti
- Primo Levi
- Enrico Panzacchi

## Premi

### Premi ai migliori studi critici
La Giuria ha assegnato i seguenti premi:
- Primo premio ai migliori studi critici: Vittorio Pica
- Secondo premio ai migliori studi critici: Mario Morasso
- Premio aggiunto ai migliori studi critici: Mazzini Beduschi
- Encomio per i migliori studi critici: Enrico Thovez, Diego Angeli, Margherita Sarfatti

## Pubblicazioni
- IV Esposizione Internazionale d'Arte della Città di Venezia. Catalogo illustrato, Venezia, Premiato Stabilimento di Carlo Ferrari, 1901.